# Cẩm Vân
Cẩm Vân (født 31. maj 1959) er en vietnamesisk sangerinde.